# 乔纳森·斯威夫特
乔纳森·斯威夫特（英語：Jonathan Swift，1667年11月30日—1745年10月19日），盎格鲁爱尔兰人，爱尔兰作家，以《格列佛遊記》和《一只桶的故事》等作品闻名于世。根據歷史記載，他有多重身分。包括神職人員、政治小冊作者、諷刺作家、作家、詩人和激進分子。

## 早年

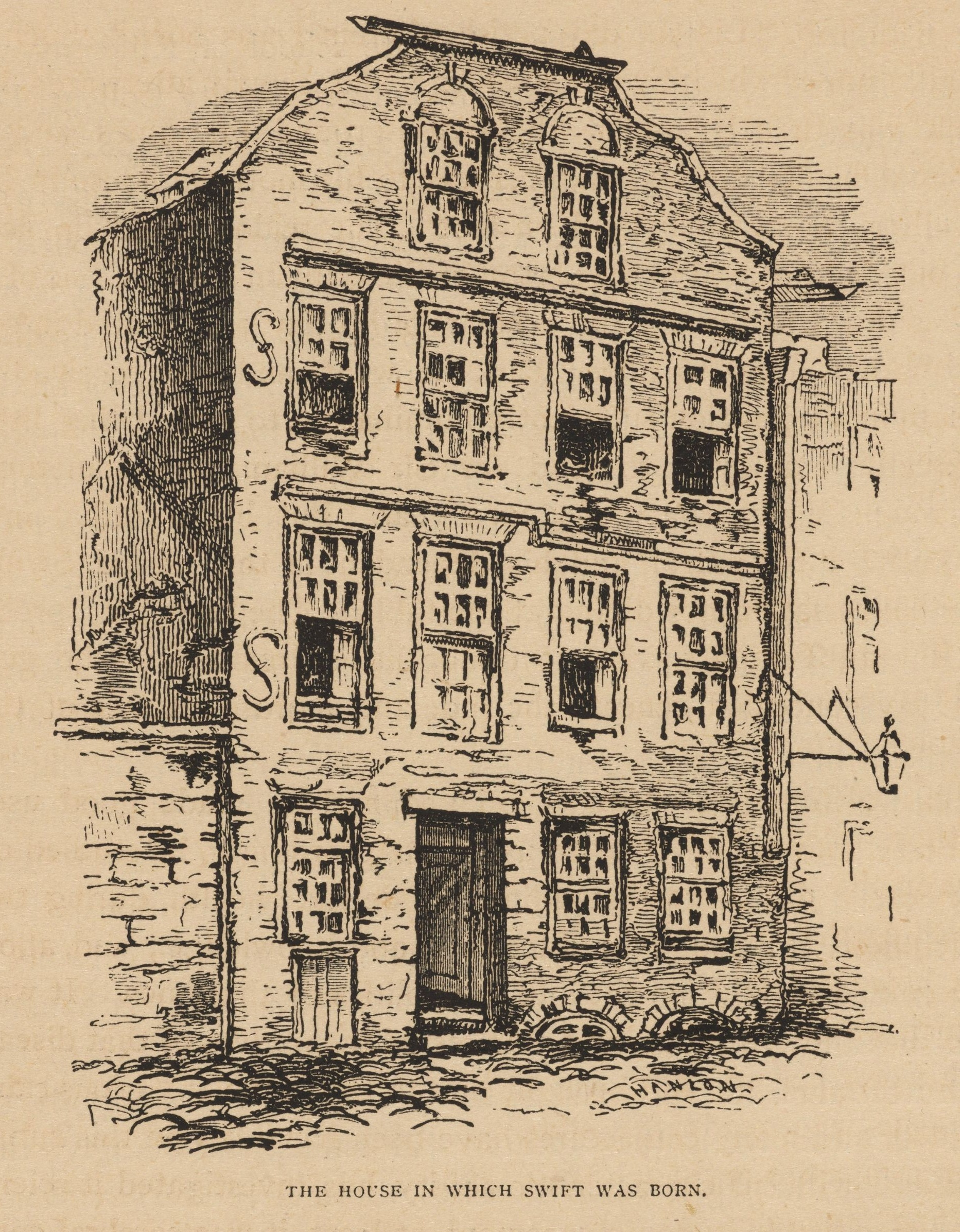
斯威夫特出生地

乔纳森·斯威夫特出生在爱尔兰都柏林，是父亲乔纳森·斯威夫特（同名，1640–1667）和阿比盖尔·埃里克（Abigail Erick或Herrick）的第二个孩子，也是家中唯一的男孩。其父是古德里奇人，因家在英格兰内战中被毁，和哥哥古德温一起来到爱尔兰打拼，成为律师。
他出生时，父亲已因梅毒去世七个月。1岁时，他被乳娘带到后者的故乡怀特黑文抚养，三岁时被送回给爱尔兰的母亲。
他的叔叔古德温·斯威夫特抚养他长大，并对他进行启蒙教育。斯威夫特先进入基尔肯尼学院（Kilkenny College），后于1682年入都柏林三一学院就读。期间他结识了威廉·康格里夫，四年后拿到了文科学士学位。1688年叔父逝世，爱尔兰处于政治动荡时期，斯威夫特只得中断硕士课程，前往英格兰，和妈妈一同住在英国的莱斯特。不久，他开始担任威廉·坦普尔爵士的私人秘书，并在法纳姆的摩尔庄园居住。坦普尔爵士此时已经退居田园，正在撰写回忆录。斯威夫特的才能颇受爵士器重，曾经把斯威夫特介绍给威廉三世，并曾派他去伦敦催促国王为国会拨款。也是在这段时间里，斯威夫特认识了当时年仅八岁的艾斯特·琼森，一个家务佣人的孤女。斯威夫特教她读书，昵称她为“斯特拉”。
1690年斯威夫特因为健康原因回了爱尔兰，但次年又回到了摩尔庄园。1692年他在牛津大學赫特佛德学院获得了文科硕士学位。1694年斯威夫特对私人秘书的工作厌倦了，离开了摩尔庄园，到国教在爱尔兰新建的教堂当了牧师，后来到北爱尔兰的基尔如特当教区负责人。1696年斯威夫特在坦普尔劝说下回到摩尔庄园，为爵士整理回忆录准备出版。这段时间他完成了《书的战争》，但是拖到1704年才出版，同时他看到了已经十四岁的健康的斯特拉。
1699年初，坦普尔爵士去世。斯威夫特留在英格兰完成回忆录的编撰工作。夏天他改任正担任爱尔兰法官的伯克利伯爵二世的秘书。但当他趕回爱尔兰时发现秘书已另有人选，他改为在各地教堂担任牧师。1701年他匿名发表了《关于雅典、罗马时期分歧、斗争的论述》一文。

## 进入政治圈
1702年初他获得了都柏林三一学院的神学博士学位。春天他到伦敦旅行，结交执政的辉格党的一些知名人士。10月他和二十岁的斯特拉一起回到都柏林。1704年斯威夫特将《一只澡盆的故事》《书的战争》和《圣灵的机械作用》三篇讽刺文章汇集出版，尖锐地讽刺批评宗教和学术领域中的腐败现象和非国教徒。他犀利的风格受到民众的欢迎，也使他结识了亚历山大·蒲伯，约翰·盖伊和约翰·阿布斯诺（John Arbuthnot）等一批文学圈的朋友，并一同组建了文学社团涂鸦社。

## 晚年
回到爱尔兰之后，斯威夫特开始为爱尔兰的民生撰写文章。他的很多重要作品即写作于这一时期，如《布商的信》（1724）一个温和的建议（1729）这些作品使他获得了爱尔兰爱国主义者的名声。

## 主要作品
- 《书的战争》（1704）
- 《一只桶的故事》（1704）
- 《斯特拉日记》（1710-1713）
- 《布商的信》（1724，1725）
- 《格列佛遊記》（1726）
- 《一個小小的建議》（1729）

## 评价
施特劳斯学派弟子艾伦·布鲁姆说，“斯威夫特是启蒙的敌人，包括它（启蒙）的知识，它的政治”“我不知道格列佛是怎样的，但斯威夫特肯定是世上曾经有过的最有趣的人之一。他对人类的厌恶是一个玩笑；试图改进人性，是世界上最伟大的蠢事。”

## 影响
艾伦·布鲁姆的论文集《巨人与侏儒》的得名来自于斯威夫特的《格列佛游记》。